# Partizanin
Partizanin (bułg. Партизанин) – wieś w południowej Bułgarii, w obwodzie Stara Zagora, w gminie Bratja Daskałowi. Według danych Narodowego Instytutu Statystycznego, 31 grudnia 2011 roku wieś liczyła 511 mieszkańców. Sobór odbywa się w trakcie Wielkanocy.

## Położenie
Wieś znajduje się 8 km od Czirpanu. Nad rzeką Omurowską. 2 km na południowy zachód znajduje się wywierzysko Chałka bunar.

## Historia
W pobliżu Chałki bunaru odkryto pozostałości trackiej osady z III-IV wieku p.n.e.